# Bacan
Bacan (dawniej Batjan) – wyspa w Indonezji w archipelagu Moluków na morzu Moluckim, leży u południowo-zachodniego brzegu Halmahery, oddzielona od niej cieśniną Patinti; największa z grupy wysp Bacan; powierzchnia 1900 km², długość linii brzegowej 297,3 km; około 90 tys. mieszkańców.
Wyspa o nieregularnym kształcie, górzysta (Gunung Sibela 2111 m n.p.m.), porośnięta lasem równikowym; występują gorące źródła. Uprawa ryżu, sagowca, goździków, palmy kokosowej; rybołówstwo; złoża węgla i innych surowców mineralnych. Główne miasto Labuha.
Administracyjnie należy do prowincji Moluki Północne.

## Historia
Należała do Portugalii (1558–1667), Holandii (1667–1949), Indonezji. Pierwsza faktoria holenderska założona w 1609 roku. W czasie II wojny światowej okupowana przez Japończyków. W 1972 roku zmiana nazwy na obecną.

## Demografia
Ludność wyspy jest zróżnicowana etnicznie. Dużą część populacji wysp Bacan tworzą migranci posługujący się papuaskimi językami Halmahery (zwłaszcza ternate, tobelo i galela), językami celebeskimi bądź językami wyspy Makian (taba i moi). Pozostałe języki to m.in.: bajau, sula, sangir.
Głównym środkiem komunikacji międzyetnicznej jest malajski wyspy Ternate. Rodzimy malajski wyspy Bacan jest w zaniku, szacuje się, że mówi nim 5% mieszkańców wyspy.